# Рівнеазот

ПрАТ Рівнеазот — один з найбільших заводів хімічної промисловості України. Відповідно до Постанови Кабінету Міністрів України від 23 грудня 2004 року № 1734 ПрАТ «Рівнеазот» входить до переліку підприємств, що мають стратегічне значення для безпеки й економіки держави.

## Історія
ПрАТ «Рівнеазот» було створено на базі орендного підприємства «Азот» 13 листопада 1995 року. До 2006 року підприємство мало статус державного.
1965 року відповідно до постанови ЦК КПРС і Ради Міністрів СРСР № 300 від 20 березня 1962 року та № 696 від 2 липня 1962 року, на Рівненському Поліссі було розпочате будівництво великотоннажного підприємства з виробництва мінеральних добрив для забезпечення західних областей України.
Проектним завданням по будівництву I-й черги Рівненського заводу азотних добрив передбачалося запровадження в дію виробництва аміаку потужністю 103 тис.тн. Перша продукція — аміачна вода з привізного аміаку — отримана 14 листопада 1968 року. Але перша дійсна перемога відбулася 23 березня 1969 року. Тоді вперше на Рівненщині був вироблений аміак, а 31 березня того ж року Державна комісія підписала акт про приймання в експлуатацію виробництва аміаку потужністю 103 тис.тн. у рік. Цю дату Рівненські хіміки вважають днем народження свого підприємства.
- 1969 р. — було введено в експлуатацію виробництво аміаку потужністю 103 тис.тн./рік, аміачної води 410 тис.тн./рік. Крім того, у 1969 році були задіяні допоміжні цехи: котельний цех, електроремонтний цех, цех контрольно-вимірювальних приладів і автоматики, цех водопостачання і каналізації, залізничний цех, ремонтно-механічний цех, центральна заводська лабораторія.

- 1970 р. — було введено дві системи виробництва сірчаної кислоти потужністю 180 тис.тн./рік методом випалювання колчедану, цех сульфату амонію.

- 1971 р. — налагоджено виробництво твердої і рідкої вуглекислоти потужністю — 6 тис.тн./рік.

- 1972 р. — було введено в дію два агрегати азотної кислоти потужністю 120 тис.тн./рік кожний (моногідрат).

- 1974—1984 рр.. — введені в експлуатацію 6 агрегатів азотної кислоти. — агрегат аміачної селітри потужністю 470 тис.тн./рік.

- 1973 р. — запущено два агрегати аміаку потужністю по 200 тис.тн./рік кожний. З 1973 року на підприємстві почалося будівництво складних мінеральних добрив — нітроамофоски. Разом з тим споруджувалася друга черга виробництва сірчаної кислоти потужністю 350 тис.тн/рік. У 1975 році ці виробництва почали вводити в експлуатацію.

- 1975 р. — введено в дію третю систему сірчаної кислоти потужністю 360 тис.тн./рік., цех фосфорної кислоти потужністю 220 тис.тн./рік. (у перерахунку на 100 % Р2О5); — складні фосфорні добрива потужністю 392 тис.тн./рік.

- 1979 р. — запрацював агрегат № 3 аміаку потужністю 200 тис.тн./рік.

- 1983 р. — був введений у дію 1-й пусковий комплекс виробництва адипінової кислоти потужністю 25 тис.тн/рік.

- 1984 р. — запущено нове органічне виробництво: — циклогексанона потужністю 17 тис.тн./рік; — циклогексанола потужністю 8 тис.тн./рік; — адипінової кислоти потужністю 25 тис.тн./рік.

- 1985—1986 рр. — виробництво сірчаної кислоти було переведено зі схеми випалу колчедану — на схему випалу сірки.

- 1987 р. — було запущено ще одне органічне виробництво: — адиподинітрилу потужністю 8,7 тис.тн./рік; — гексаметилендіаміну потужністю 9 тис.тн./рік; — солі СГ потужністю 10 тис.тн./рік; — цех каталізаторів — 2 системи по 60 тн./рік кожна.

- 1988 р. — було проведено реконструкцію цеху сірчаної кислоти з переводом на більш надійну схему подвійного контактування і подвійної абсорбції. У 1988 році було розпочате будівництво великотоннажного агрегату аміаку потужністю 600 тис.тн./рік, з наступним будівництвом цеху карбаміду.

- 1992 р. — цехи виробництва солі СГ переведені на виробництво солі АГ з метою зниження собівартості продукції і розширення ринку збуту.

- 1997 р. — на базі цеху гексаметилендіаміну було введено в експлуатацію установку розгонки аміаку водного технічного з одержанням рідкого аміаку (цех А-3). Проектна потужність установки — 13,9 тис.тн/рік. У 1997 році впроваджене виробництво тукосуміші сухої концентрованої, котра готується шляхом механічного змішування готових твердих добрив.

- 1998 р. — було розроблено проект реконструкції і введений у дію цех по очищенню нижчих дикарбонових кислот (НДК) від смол і металів, міді i ванадію, з відходів, що є побічними продуктами виробництва адипінової кислоти. Проектна потужність 1914 тн./рік (цех АК-3).

- 2002 р. — було випущено дослідницьку партія вапняно-аміачної селітри з вмістом азоту 27 %, а з 2004 року почався її серійний випуск.

- 2007 р. — після реконструкції цеху дикарбонових кислот було напрацьовано дослідницька партія бурштинової кислоти.

- У 2011 році р. — ПрАТ «Рівнеазот» увійшов до холдингу OSTCHEM, який об'єднує активи азотної хімії Group DF Дмитра Фірташа. OSTCHEM — є один з найбільших хімічних холдингів України, до складу якого входять високоефективні і конкурентоспроможні підприємства з виробництва азотних добрив: ПАТ «Концерн Стирол» (м. Горлівка, Донецька обл.), ПАТ «Азот» (Черкаси), ПрАТ «Рівнеазот» (м. Рівне), ПрАТ «Сєвєродонецьке об'єднання Азот» (м. Сєвєродонецьк, Луганська обл.).

На підприємстві були створено управління громадського харчування, Палац культури та спорту «Хімік»; бібліотека; санаторій-профілакторій; медико-санітарна частина, філія МСЧ; чотири гуртожитки; стадіон.
22 жовтня 2022 року, під час повномасштабного вторгнення РФ до України, підприємство аварійно призупинило роботу через обстріли.

## Продукція
Основні види діяльності: виробництво, збереження і реалізація мінеральних добрив азотної і фосфорної групи, продукції виробничо-технічного призначення — аміак, адипінова кислота, циклогексанон, НДКО.
Серед продукції: гази промислові прості, азот, кисень, гази промислові складні, діоксид вуглецю, ангідриди та кислоти неорганічні, кислота фосфорна та поліфосфорні кислоти, вуглеводні циклічні, спирти синтетичні інші та їх похідні, інші кислоти монокарбонові та їх похідні, кислота адипінова, її солі та складні ефіри, інші карбонові кислоти та їх похідні, кетони, хінони та їх похідні, кислота азотна та аміак, кислота азотна, кислоти сульфоазотні, аміак безводний, добрива азотні, нітрат амонію, добрива мінеральні чи хімічні азотні, добрива фосфатні, добрива мінеральні чи хімічні фосфоритні.
Підприємство має власний цех пошиття спецодягу, асфальтну установку.

## Соціальна відповідальність
2013 року підприємство витратило 300 тис. грн на реконструкцію Палацу культури та спорту «Хімік».

## Аварії
- 20 липня 2021 р. — на підприємстві відбулась позаштатна ситуація — розгерметизація трубопроводу в цеху виробництва азотної кислоти. В результаті надзвичайної ситуації відбувся разовий викид нітрозних газів в незначній кількості на території заводу. Наслідки надзвичайної ситуації було повністю ліквідовано власними силами, жертв та постраждалих — не було[5].